# 請1日假去旅行
《請1日假去旅行》（英語：Long Weekend Getaways）是香港電視廣播有限公司製作之旅遊節目，第一輯由周奕瑋、陳嘉慧、戴祖儀、麥美恩、李芷晴、何沛珈、金剛、思霆主持，由香港時間2023年3月2日起，逢星期四至五22:30－23:05在翡翠台播放。第一輯由大灣區航空贊助播出。
第二輯由麥美恩、許文軒、林秀怡、曾展望、麥長青、譚玉瑛、陳懿德、邵初、蔡潔、吳沚默主持，由香港時間2023年6月29日起，逢星期四至五22:30－23:05在翡翠台播放。第二輯廣州篇、中山江門篇之集數由比亞迪香港贊助播出。

## 簡介

### 第一輯
五天工作週的打工仔，會否考慮請一日假，就可以來一趟三日兩夜的短途旅行？有得去旅行，時間當然不容浪費，從抵達到回程，三日兩夜的食、住、買、玩都有星級藝人替你悉心考量，跟着行程就可以食得滿足、買得開心、玩得盡興！是時候遞交假紙，來一轉說走就走的旅程吧！先有周奕瑋、陳嘉慧帶隊到日本東京，接着隨戴祖儀、麥美恩玩盡韓國首爾。再看何沛珈、李芷晴如何在泰國曼谷享受也是樂事，尾站還有金剛、余思霆台北地膽旅遊推介。

### 第二輯
去旅行對不少打工仔來說甚為重要，五天工作週的打工族，只需請一日假，便能來一趟三日兩夜的短線遊。每次請假一天，一年的假期足夠大家多去幾次旅行，認真化算！只有三日兩夜72小時的旅程，當然要把每分每秒用得「最抵」。星級藝人悉心計劃行程景點、安排交通，大家看着節目做筆記，即可滿足食玩買瞓等要求。這次以玩盡大灣區一帶為目標，旅費便宜兼省時便捷。欣賞節目過後，各位也不妨趕緊入紙請假，放下緊張的生活，休假出遊！

## 每集內容

### 第一輯
| 集數 | 播映日期      | 主題                                           | 主持           | 地點 |
| 01   | 2023年3月2日  | 東京篇— 壽司Omakase、南町田Outlet血拼          | 周奕瑋、陳嘉慧 | 日本 |
| 02   | 2023年3月3日  | 東京篇— 360度首都夜景、澀谷和牛放題            | 周奕瑋、陳嘉慧 | 日本 |
| 03   | 2023年3月9日  | 首爾篇— 色彩評估助化妝穿搭、汗蒸幕放鬆皮膚     | 戴祖儀、麥美恩 |      |
| 04   | 2023年3月10日 | 首爾篇— 穿韓服街拍、爆膏醬油蟹                 | 戴祖儀、麥美恩 |      |
| 05   | 2023年3月16日 | 曼谷篇— 猛男生日派對、穿校服感受校園生活       | 何沛珈、李芷晴 | 泰國 |
| 06   | 2023年3月17日 | 曼谷篇— 著泰服留影、買手信大挑戰               | 何沛珈、李芷晴 | 泰國 |
| 07   | 2023年3月23日 | 台北篇— 「車胎人」推介夜市小食、隱世Café與酒吧 | 金剛、思霆     | 臺灣 |
| 08   | 2023年3月24日 | 台北篇— 滑水體驗、終極手信血拼                 | 金剛、思霆     | 臺灣 |

### 第二輯
| 集數 | 播映日期      | 主題                             | 主持                                       | 地點   |
| 01   | 2023年6月29日 | 澳門篇— 歎星級中菜睇噴泉表演     | 麥美恩、許文軒、林秀怡、曾展望             | 澳門   |
| 02   | 2023年6月30日 | 澳門篇— 麥美恩攬曾展望雙人笨豬跳 | 麥美恩、許文軒、林秀怡、曾展望             | 澳門   |
| 03   | 2023年7月6日  | 廣州篇— 商場內有恐龍化石         | 麥長青、譚玉瑛、陳懿德                     | 廣東省 |
| 04   | 2023年7月7日  | 廣州篇— 包羅萬有度假區           | 麥長青、陳懿德、邵初 嘉賓：黎諾懿          | 廣東省 |
| 05   | 2023年7月13日 | 中山江門篇— 江門豐盛牛肉火鍋     | 麥長青、陳懿德、邵初                       | 廣東省 |
| 06   | 2023年7月14日 | 中山江門篇— 中山玩轉海陸空       | 麥長青、陳懿德、邵初                       | 廣東省 |
| 07   | 2023年7月20日 | 珠海篇— 童年回憶遊珠海           | 蔡潔、吳沚默                               | 廣東省 |
| 08   | 2023年7月21日 | 珠海篇— 海洋樂園餵企鵝           | 蔡潔、吳沚默 嘉賓：徐榮、徐心怡 (徐榮女兒) | 廣東省 |

## 外部連結
第一輯
- 《請1日假去旅行》景點地圖 - 台北篇 （页面存档备份，存于）
- 《請1日假去旅行》景點地圖 - 曼谷篇 （页面存档备份，存于）
- 《請1日假去旅行》景點地圖 - 首爾篇 （页面存档备份，存于）
- 《請1日假去旅行》景點地圖 - 東京篇 （页面存档备份，存于）
- 請1日假去旅行 - 主頁 - tvb.com （页面存档备份，存于）

第二輯
- 請1日假去旅行 澳門篇 - 主頁 - tvb.com （页面存档备份，存于）
- 請1日假去旅行 廣州篇/中山江門篇 - 主頁 - tvb.com （页面存档备份，存于）
- 請1日假去旅行 珠海篇 - 主頁 - tvb.com （页面存档备份，存于）

## 電視節目的變遷
| 香港無綫電視翡翠台 星期四至五 22:30-23:05 時段 | 香港無綫電視翡翠台 星期四至五 22:30-23:05 時段       | 香港無綫電視翡翠台 星期四至五 22:30-23:05 時段 |
| ---------------------------------------------- | ---------------------------------------------------- | ---------------------------------------------- |
|                                                | 請1日假去旅行 （第一輯） （2023.03.02 - 2023.03.24） |                                                |
| 魔法伽利略 （2023.02.02 -2023.02.24）          | 談婚論嫁 （2023.03.30 -2023.03.31）                  |                                                |

| 香港無綫電視翡翠台 逢星期四至五 22:30－23:05 時段 | 香港無綫電視翡翠台 逢星期四至五 22:30－23:05 時段   | 香港無綫電視翡翠台 逢星期四至五 22:30－23:05 時段 |
| ------------------------------------------------- | --------------------------------------------------- | ------------------------------------------------- |
|                                                   | 請1日假去旅行（第二輯） （2023.06.29 - 2023.07.21） |                                                   |
| 好睡好起 （2023.05.25 - 2023.06.23）              | 咁你都唔識 （2023.07.27 - 2023.08.25）              |                                                   |